# Johan Michiel Dautzenberg

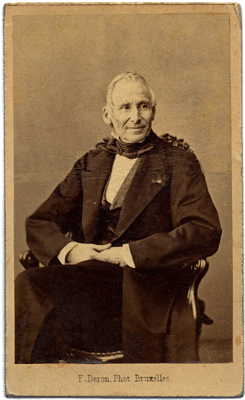
Johan Michiel Dautzenberg

Johan Michiel Dautzenberg, född 6 december 1808 i Heerlen, död 4 februari 1869 i Ixelles, var en nederländsk författare, verksam i Belgien.
Dautzenberg fick 1838 anställning vid banken Société générale i Bryssel och stannade kvar där ända till sin död. Han var en bland dem som yrkade på en nära intellektuell anslutning till Tyskland och skrev själv tyska lika bra som flamländska.
Dautzenbergs främsta verk är Gedichten (1850) samt Volksleesboek (1854) och Verhalen uit de geschiedenis van België (1856; tredje upplagan 1867), två prisskrifter, vilka han utarbetade i tillsammans med Prudens van Duyse. Han skrev även betydelsefulla artiklar i tidskriften "De toekomst" (1857–69). Efter hans död utkom Verspreide en nagelatene gedichten (1869; andra upplagan 1875).